# 短吻裸吻魚
短吻裸吻魚（学名：Psilorhynchus brachyrhynchus）為輻鰭魚綱鯉形目裸吻魚科的一個種，分布於亞洲緬甸北部伊洛瓦底江流域，本魚吻短，口下位，胸鰭扁平呈吸盤狀，身體側面有5-7個不明顯的圓形到方形的深色斑點，排列成縱行，尾鰭中心有一條深色、不規則的垂直條紋，側線鱗32-34枚，背鰭軟條12枚、臀鰭軟條8枚，體長可達5.1公分，棲息在沙石底質急流區，屬底棲性，生活習性不明。